# Siniàtxikha
Siniàtxikha (en rus: Синячиха) és un poble (un possiólok) de l'óblast de Sverdlovsk, a Rússia, segons el cens del 2010 tenia 74 habitants.